# Schunteraue
Die Schunteraue war ein Stadtbezirk (Nr. 332) Braunschweigs, der die Stadtteile Kralenriede und Schuntersiedlung umfasste. Sie grenzt im Osten an Querum. Die Gesamteinwohnerzahl beträgt 5.497. Zusammen mit dem Stadtbezirk Nordstadt bildete Schunteraue den Gemeindewahlbezirk 42.
Im Oktober 2021 wurde der Stadtbezirk Schunteraue mit dem Stadtbezirk Nordstadt zum neuen Stadtbezirk Nordstadt-Schunteraue zusammengelegt.

## Geschichte
Wüstung Thuringesbutli
An der ehemaligen Einmündung der Mittelriede in die Schunter lag gemäß einer Karte von Bornstedt:S. 15 die Wüstung Thuringesbutli. Diese Einmündung lag aber weiter westlich als heute, nämlich westlich des heutigen Bienroder Wegs.:S. 21 Die Siedlung soll zwischen 500 und 800 entstanden sein. Erwähnt wird sie erstmals in den Steterburger Annalen (1007) als Thuringesgibutle und in der Weiheurkunde der Magni-Kirche von 1031. Evtl. lag hier eine Wassermühle. 1400 war der Ort schon wieder verlassen.
Stadtteile
Die heute den Bezirk bildenden Stadtteile sind erst im 20. Jahrhundert auf dem Gebiet der Stadt Braunschweig entstanden. Für die Siedlung Kralenriede ist die früheste Bebauung für 1915 nachgewiesen, für die Schuntersiedlung 1936.

## Politik
Stadtbezirksrat
Der Stadtbezirksrat Schunteraue hat 9 Mitglieder und setzt sich seit 2011 wie folgt zusammen:
- SPD 3
- CDU 2
- Grüne 2
- BIBS 1
- Linke 1

Bezirksbürgermeisterin
Bezirksbürgermeisterin des Stadtbezirks Schunteraue ist Gudrun Ohst (seit 2001).
Weitere Bürgermeister: Peter Ohst 1981 bis 1986, Jürgen Ahrens 1986 bis 1996, Peter Olschewski 1996 bis 2001.
Statistische Bezirke
Der Stadtbezirk setzt sich aus folgenden statistischen Bezirken zusammen:
- Schuntersiedlung (Nr. 44)
- Kralenriede (Nr. 45)

## Wappen
Die Schunteraue besitzt ein eigenes Bezirkswappen. In ihm vereinigen sich die fünf Siedlungen Schuntersiedlung, Kralenriede, Bastholzsiedlung, Sandwüste und Michelfelder-Siedlung.
Das Wappen zeigt auf der einen Hälfte fünf blaue Wellenbalken auf goldenem Grund, was die Siedlungen im Bereich der Schunter symbolisiert. Die zweite Hälfte zeigt ein goldenes Eichenblatt auf blauem Grund. Dieses steht für die Auenlandschaft.
Das Wappen wurde von Peter Ohst entworfen und erstmals in der Chronik zum 50-jährigen Bestehen der Schuntersiedlung veröffentlicht.